# Монтейро, Джонни
Джон Джуд (Джонни) Монтейро (англ. John Jude (Johnny) Monteiro, 28 ноября 1938) — гонконгский хоккеист (хоккей на траве), нападающий.

## Биография
Джонни Монтейро родился 28 ноября 1938 года.
В 1964 году вошёл в состав сборной Гонконга по хоккею на траве на Олимпийских играх в Токио, занявшей 15-е место. Играл на позиции нападающего, провёл 4 матча, забил 1 мяч в ворота сборной Малайзии.